# Noms des habitants des provinces de France
La liste Noms des habitants des provinces de France présente les gentilés des anciennes provinces françaises et des régions naturelles.
D'un intérêt avant tout historique et linguistique, cette liste reflète l'organisation de la France avant la Révolution française de 1789. 
Pour chaque gentilé sont indiqués si nécessaire ses quatre formes (deux genres et deux nombres), ou deux formes (les deux pluriels) ou encore le seul masculin pluriel.

## Liste
- Alsace (l') : Alsacien, Alsaciens, Alsacienne, Alsaciennes
- Angoumois (l') : Angoumoisin, Angoumoisins[1], Angoumoisine, Angoumoisines
- Ardennes (les) : Ardennais, Ardennais, Ardennaise, Ardennaises
- Aubrac (l')  : Aubracois, Aubracois, Aubracoise, Aubracoises
- Auge (pays d') : voir sous Normandie
- Aunis (l') : Aunisien, Aunisiens[1], Aunisienne, Aunisiennes
- Anjou (l') : Angevin, Angevins[1], Angevine, Angevines
- Artois (l') : Artésien, Artésiens[1], Artésienne, Artésiennes (voir aussi : Puits artésien)
- Auvergne  (l')  : Auvergnat, Auvergnats[1], Auvergnate, Auvergnates
  - Brivadois (le) : Brivadois, Brivadois, Brivadoise, Brivadoises (commun au pays et à sa ville-centre Brioude)
- Béarn (le) : Béarnais[1], Béarnais, Béarnaise, Béarnaises
- Beauce (la) : Beauceron, Beaucerons[1], Beauceronne, Beauceronnes
- Berri (le) : voir Berry
- Berry (le) :  Berrichon, Berrichons[1], Berrichonne, Berrichonnes
- Bigorre : Bigourdans[1], Bigordans[1], Bigorrais[1], Bigorritains[1]

- Bigouden (pays) : Bigouden
- Boulonnais (le) : voir sous Artois
- Bourbonnais (le) : Bourbonnichons[1], Bourbonnais, Bourbonnais, Bourbonnaise, Bourbonnaises
- Bourgogne (la) : Bourguignon, Bourguignons[1], Bourguignonne, Bourguignonnes
  - Charolais (le) : Charolais, Charolaise
- Bresse (la) : Bressan, Bressans[1], Bressane, Bressanes
- Bretagne (la) : Breton, Bretons[1], Bretonne, Bretonnes
  - Cornouaille (la) : Cornouaillais[1], Cornouaillais, Cornouaillaise, Cornouaillaises
  - Trégor (le) : Trégorrois, Trégorrois, Trégorroise, Trégorroises
  - Vannetais : Vannetais, Vannetais, Vannetaise, Vannetaises
  - Léon (le) : Léonais[1], Léonard, Léonards, Léonarde, Léonardes
  - Pays Nantais : Nantais, Nantais, Nantaise, Nantaises
  - Pays de Rennes : Rennais, Rennais, Rennaise, Rennaises
  - Pays de Saint-Brieuc : Briochin, Briochins, Briochine,  Briochines
  - Pays Malouin : Malouin, Malouins, Malouine, Malouines
  - Pays Dolois : Dolois, Dolois, Doloises, Doloises
- Brie (la) : Briards[1], Briard, Briarde, Briardes
  - Brie champenoise : voir sous Champagne
  - Brie française : voir sous Île-de-France
- Brivadois (le) : voir sous Auvergne
- Bugey (le) : Bugeysiens[1], Bugistes[1], Bugiste
- Caux (pays de) : voir sous Normandie
- Carladez (le) : Carladézien, Carladéziens, Carladézienne, Carladéziennes
- Cévennes (les) : Cévenol, Cévenols[1], Cévenole, Cévenoles
- Champagne (la) : Champenois[1], Champenois, Champenoise, Champenoises
  - Brie champenoise : Briard, Briards, Briarde, Briardes ; voir aussi ci-dessus à Brie
  - Champagne pouilleuse :
- Combrailles :
- Comtat Venaissin (le) : Comtadin, Comtadins[1], Comtadine, Comtadines
- Cornouaille (la) : voir sous Bretagne
- Côte d'Azur (la) : Azuréen, Azuréens, Azuréenne, Azuréennes
- Dauphiné (le) : Dauphinois[1], Dauphinois, Dauphinoise, Dauphinoises
  - Valentinois (le) : Valentinois, Valentinois, Valentinoise, Valentinoises comme pour la ville-centre Valence
- Duchois, Duchois, Duchoise, Duchoises : voir à Duché de Lorraine sous Lorraine
- Évêchois, Évêchois, Évêchoise, Évêchoises : voir à : Trois-Évêchés sous Lorraine
- Flamand, Flamands, Flamande, Flamandes : voir à Flandre
- Flandre (la) : Flamand, Flamands[1], Flamande, Flamandes
  - Hainaut (le) (de la rivière Haine) : Hainuyer, Hainuyers, Hainuyère, Hainuyères (ou Hannonien[1], etc). Il existe aussi un Hainaut belge.
- Forez (le) : Forézien, Foréziens[1], Forézienne, Foréziennes
- Pays de France : voir sous Île-de-France
- Franche-Comté (la) : Comtois[1], Comtois, Comtoise, Comtoises ou Franc-Comtois, Francs-Comtois[1], Franc-Comtoise, Franc-Comtoises
- Gâtinais (le) : Gâtinais, Gâtinais, Gâtinaise, Gâtinaises
- Gâtine (la) :
- Gascogne (la) : Gascon, Gascons[1], Gasconne, Gasconnes
- Gévaudan (le) : Gévaudanais, Gévaudanais, Gévaudanaise, Gévaudanaise ou Gabalitain, Gabalitains, Gabalitaine, Gabalitaines, cependant on retrouve également le terme de Gabale (qui hérite du nom du peuple gaulois), et de Gévaudanois (dans de rares ouvrages).
- Gex (pays de) : le Grand Larousse encyclopédique ne donne rien (mais Gessiens pour les habitants de la ville de Gex)
- Giennois (le) : Giennois, Giennoises
- Guyenne (la) : Guyennois[1], Guyennais, Guyennaise
- Hainaut (le) : voir sous Flandre
- Hennuyer, Hennuyers, Hennuyère, Hennuyères : voir à Hainaut
- Hurepoix (le) : voir sous Île-de-France
- Île-de-France (l') : Francilien, Franciliens, Francilienne, Franciliennes ; Français, Français, Française, Françaises ; Francien, Franciens, Francienne, Franciennes
  - Brie française : Briard, Briards, Briarde, Briardes ; voir aussi ci-dessus à Brie
  - pays de France : Français
  - Hurepoix (le) : Hurepéen, Hurepéens, Hurepéenne, Hurepéennes
  - Parisis (le) : Parisis (invariable)
    - Le Parisis tire son nom de la ville de Paris. L'adjectif parisis, parisis, parisis, parisis est invariable et signifie « de Paris » : sou parisis, livre parisis.

  - Vexin français (le) :
- Languedoc (le) : Languedocien, Languedociens[1], Languedocienne, Languedociennes
- Larzac (le) : voir sous Rouergue
- Léon (le) : voir sous Bretagne
- Limagne (la) : Brayaux[1].
Remarque : il y a plusieurs Limagnes successives et distinctes le long du cours de l'Allier.
- Limousin (le) :  Limousin, Limousins[1], Limousine, Limousines
- Livradois :
- Lorraine (la) : Lorrain, Lorrains[1], Lorraine, Lorraines
  - Duché de Lorraine : Duchois, Duchois, Duchoise, Duchoises
  - Lorraine allemande : Lothringer, Lothringer, Lothringerin, Lothringerinnen
  - Trois-Évêchés (les) : Évêchois, Évêchois, Évêchoise, Évêchoises
  - Duché de Bar (ou Barrois) : Barrisiens[1], Barrois, Barrois, Barroise, Barroises
- Maine (le)  : Mainiot, Mainiots, Mainiote, Mainiotes
- Marche (la) : Marchois, Marchois, Marchoise, Marchoises
- Marne (la) : Marnais, Marnais, Marnaise, Marnaises
- Morvan (le) : Morvandiau, Morvandiaux, Morvandelle, Morvandelles. 
Remarque : la finale iau est une forme locale de la finale eau.

- Mentonnais (pays) : Mentonasque, Mentonasques, Mentonasque, Mentonasques
- voir aussi à Roya
- Tinée (vallée de la) (affluent du Var) : Tinéen, Tinéens, Tinéenne, Tinéennes
- Vésubie (vallée de la) (affluent du Var) : Vésubien, Vésubiens, Vésubienne, Vésubiennes

- Nivernais : Nivernais
- Normandie  (la) : Normand, Normands, Normande, Normandes
  - pays d'Auge (le) : Augeron, Augerons, Augeronne, Augeronnes
  - pays de Caux (le) : Cauchois[1], Cauchois, Cauchoise, Cauchoises
  - Vexin normand (le) :
- Orléanais : Orléanais, Orléanais, Orléanaise, Orléanaises
- Perche (le) : Percheron, Percherons, Percheronne, Percheronnes
  - Un percheron est un cheval dont la race tire son nom du Perche.
- Périgord (le) : Périgourdin, Périgourdins, Périgourdine, Périgourdines
  - Périgord noir :
- Picardie (la) : Picard, Picards, Picarde, Picardes
  - Ponthieu (le) : Pontin, Pontins, Pontine, Pontines
  - Santerre (le) : Santerrois, Santerrois, Santerroise, Santerroises
  - Vermandois (le) : Vermandisien, Vermandisiens, Vermandisiennes, Vermandisiennes ; Vermandesien, Vermandesiens, Vermandesienne, Vermandesiennes
  - Vimeu (le) : Vimeusien, Vimeusiens, Vimeusienne, Vimeusiennes
- Poitou (le) : Poitevin, Poitevins, Poitevine, Poitevines
- Ponthieu : voir sous Picardie
- Provence (la) : Provençal, Provençaux, Provençale, Provençales
- Puisaye (la) : Poyaudin, Poyaudins, Poyaudine, Poyaudines
- Quercy (le) : Quercinois, Quercinois, Quercinoise, Quercinoises
- Rouergue (le) : Rouergat, Rouergats, Rouergate, Rouergates
  - Barrez (le) : Barrezien, Barreziens, Barrezienne, Barreziennes
  - Causse (le) : Caussenard, Caussenards, Caussenarde, Caussenardes
  - Ségala (le) : Ségalou, Ségalous, Ségaloue, Ségaloues
  - Lévézou :
  - Viadène (la) :
  - Bas-Rouergue (le) : Bas-Rouergat, Bas-Rouergats, Bas-Rouergate, Bas-Rouergates
  - Larzac (le) : Larzacois, Larzacois, Larzacoise, Larzacoises
- Roussillon (le) : Roussillonnais, Roussillonnais, Roussillonnaise, Roussillonnaises
- Roya (vallée de la haute) (Alpes-Maritimes) : inclut des territoires cédés par l'Italie à la France en 1947 : Royasque, Royasques, Royasque, Royasques
- Saintonge (la) : Saintongeais, Saintongeais, Saintongeaise, Saintongeaises
- Santerre : voir sous Picardie
- Sologne (la)  : Solognot, Solognots, Solognote, Solognotes
- Tinée : voir sous Nice (comté de)
- Touraine (la) : Tourangeau, Tourangeaux, Tourangelle, Tourangelles
  - ville de Tours : Tourangeau, Tourangeaux, Tourangelle, Tourangelles également
    - L'adjectif tournois, tournois, tournois, tournois est invariable et signifie « de Tours » : sou tournois, livre tournois.
- Trégor (le) : voir sous Bretagne
- Trois-Évêchés (les) : voir sous Lorraine
- Valentinois (duché de) : voir sous Dauphiné
- Velay (le) : Velaunien, Velauniens, Velaunienne, Velauniennes ou Velaisien, Velaisiens, Velaisienne, Velaisiennes (tous deux attestés)
- Vermandois : voir sous Picardie
- Vésubie : voir sous Nice (comté de)
- Vexin (le) :
  - Vexin français (le) : voir sous Île-de-France
  - Vexin normand (le) : voir sous Normandie
- Vivarais (le) : Vivarois, Vivarois, Vivaroise, Vivaroises
- Vimeu (le) : voir sous Picardie
- Woëvre (la) :